# 濟姆尼齊克
47°43′44″N 30°28′5″E / 47.72889°N 30.46806°E
濟姆尼齊克（烏克蘭語：Зимницьке），是烏克蘭的村落，位於該國南部尼古拉耶夫州，由弗拉季伊夫卡區負責管轄，面積0.57平方公里，海拔高度73米，2001年人口119，人口密度每平方公里208.8人。